# Tontelea ovalifolia
Tontelea ovalifolia är en benvedsväxtart. Tontelea ovalifolia ingår i släktet Tontelea och familjen Celastraceae.

## Underarter
Arten delas in i följande underarter:
- T. o. ovalifolia
- T. o. richardii